# Linterna Verde vs. Aliens
Linterna Verde vs. Aliens (cuyo nombre original es Green Lantern versus. Aliens) es una miniserie de historietas publicadas por las editoriales DC Comics y Dark Horse en el año 2001, está protagonizada por el superhéroe Linterna Verde y el monstruo de ficción Alien. Está escrito por Ron Marz e ilustrado por el dibujante Rick Leonardi y repintado por Mike Perkins, con una portada de Dwayne Turner. Si la serie tiene lugar en la continuidad en el Universo DC Comics está claro, que Brik y Salaak están vivos en la continuidad actual de Green Lantern, y ninguna mención de Xenomorph Mogo de habitantes se ha hecho nunca.
En 2001, la serie fue recopilada en un solo volumen con una nueva portada por el artista Eric Kohler.

## Argumento
La historia comienza con un flashback, de hace diez años antes de la (entonces) la continuidad actual de los libros de historietas de Linterna Verde, mostrando al extraterrestre Char Barin, el Linterna Verde del Sector 1522, muriendo cuando se rompe un Alien o Xenomorfo le rompe el pecho y brota de él. Hal Jordan (quien seguía vivo en ese entonces) es convocado por los Guardianes del Universo para encontrarse con sus compañeros Linternas Verdes Kilowog, Katma Tui, Tomar Re, El Hombre Verde y Salaak en el planeta Tirama en el Sector 1522. Los seis Linternas Verdes son informados de la desaparición de Barin Char, y proceden a la frontera del planeta donde creían que había muerto. Rastreando la señal del anillo de poder de Char, entran en una caverna y en el interior ella descubren su cadáver, antes de fueran atacados por varios Xenomorfo. Jordan decide que en vez de exterminar a una especie exótica - los Xenomorfos eran como un tiburón, una máquina de matar perfecta- entonces Hal usa todo el poder de su anillo para llevar a las bestias a un lugar donde no puedan hacerle daño a nadie.
Una década más tarde, Dawn Signet, un buque Coluian de largo alcance usado para el transporte funeral, se estrella en el planeta. Cinco extraterrestres - el Xudarian Tomar-Dar, Brik, Ash, M'Hdahna y el ya mencionado Salaak - aparecen en la Tierra en el apartamento de Kyle Rayner, quien en ese momento, es el Linterna Verde de la Tierra, y de los pocos en existencia. Estos cinco son o bien antiguos Linternas Verdes, o estaban destinados a ser Linterna Verde en el momento de la destrucción de Parallax de los Green Lantern Corps, y Rayner informar del accidente del Alba Signet sobre Mogo. Los seis luego viajan a Mogo para rescatar a la tripulación del buque. En el interior del casco de la nave, se encuentran con Crowe, el primer oficial de la nave, que le dice a Rayner que después del accidente, los extraterrestres se llevaron a los otros 37 miembros de la tripulación, pero los dejaron por algún motivo. Crowe lleva Rayner y a los demás en el barco, donde los Xenomorfos los atacan, teniendo a los compañeros de Rayner cautivos, dejándolo sólo.

## Ediciones de colección
Una edición de colección fue lanzada en 2001
- Green Lantern Versus Aliens (96 páginas, septiembre, Titan Books, ISBN 1-84023-283-8, agosto de 2001, Dark Horse, ISBN 1-56971-538-6)